# Scaphisoma wrasei
Espèce
Scaphisoma wrasei est une espèce de coléoptères de la famille des Staphylinidae et de la sous-famille des Scaphidiinae.

## Répartition et habitat
Cette espèce est décrite de Chine.